# ایرینا پریوالووا
ایرینا پریوالووا (روسی: Ирина Анатольевна Привалова؛ زادهٔ ۲۲ نوامبر ۱۹۶۸) دونده اهل روسیه است. از افتخارات وی میتوان به کسب مدال ۱ مدال طلا، ۱ مدال نقره و ۲ مدال برنز در بازی‌های المپیک تابستانی اشاره کرد.